# Tuyến đường du lịch ngầm ở Przemyśl
Tuyến đường du lịch ngầm ở Przemyśl (tiếng Ba Lan: Podziemna Trasa Turystyczna w Przemyślu) là một khu phức hợp bao gồm các tầng hầm cũ của các thương gia trước đây được kết nối với hệ thống thoát nước của thị trấn Przemyśl, Ba Lan. Cơ sở này do chi nhánh Przemyśl của Hiệp hội du lịch và tham quan Ba Lan (PTTK) quản lý.

## Lịch sử
Vào ngày 11 tháng 11 năm 2012, phần đầu tiên của tuyến đường du lịch ngầm được khai trương. Công việc xây dựng phần đường ngầm còn lại được thực hiện cho đến năm 2015. Toàn bộ dự án này nhận được sự hỗ trợ kinh phí từ ngân sách của thị trấn Przemyśl và Cơ quan Bảo tồn Di tích tỉnh Podkarpackie. Lễ khai trương tuyến đường chính thức diễn ra vào ngày 1 tháng 5 năm 2015.

## Miêu tả
Lối vào của tuyến đường du lịch ngầm này nằm ở số 1 Quảng trường chợ và lối ra ở số 5 Quảng trường chợ. Chiều dài của toàn bộ tuyến đường là khoảng 120 mét. Vị trí sâu nhất của tuyến đường cách mặt đất đến 10 mét.

## Giờ mở cửa
Tuyến đường du lịch ngầm ở Przemyśl là một cơ sở hoạt động quanh năm, mở cửa tất cả các ngày trong tuần trừ Chủ Nhật. Khách tham quan phải trả phí vào cửa. Cuộc tham quan diễn ra theo nhóm và dưới sự hướng dẫn của một hướng dẫn viên.